# 阿瑟·奥克斯·苏兹伯格
阿瑟·奥克斯·苏兹伯格（英語：Arthur Ochs "Punch" Sulzberger Sr.，1926年2月5日—2012年9月29日）是美國著名報人，出生於知名媒體世家，畢業於哥倫比亞大學，曾在紐約時報任職，1963年擔任紐約時報公司董事長，1997年將董事長的職務移交給其子小阿瑟·奥克斯·苏兹伯格。